# Dirichletia
Dirichletia là một chi thực vật có hoa trong họ Thiến thảo (Rubiaceae).

## Loài
Chi Dirichletia gồm các loài: